# 四川千金藤
四川千金藤（学名：Stephania sutchuenensis）是防已科千金藤属的植物，为中国的特有植物。分布在中国大陆的四川等地，生长于海拔1,000米至1,500米的地区，多生于林缘，目前尚未由人工引种栽培。